# Telestes fontinalis
A Telestes fontinalis a sugarasúszójú halak (Actinopterygii) osztályának pontyalakúak (Cypriniformes) rendjébe, ezen belül a pontyfélék (Cyprinidae) családjába tartozó faj.

## Előfordulása
Dalmácia területén honos.

## Megjelenése
A hal testhossza körülbelül 8-9,3 centiméter. 39-41 csigolyája van.

## Életmódja
Apró rajhal. Tápláléka apró rákok és rovarlárvák.